# Damnxanthodium calvum
Damnxanthodium calvum là một loài thực vật có hoa trong họ Cúc. Loài này được (Greenm.) Strother mô tả khoa học đầu tiên năm 1987. It is native to northern Mexico.